# Budapest–Bamako-rali
A Budapest–Bamako-rali fapados Dakar-ként is ismert magyar szervezésű afrikai autóverseny. A rali minden év januárjában indul Budapestről, és két héttel később Mali fővárosában, Bamakóban ér véget. Először 2005-ben rendezték meg, ekkor még csak 42 csapattal, és 2005 decemberi indulással. Azóta a résztvevők száma folyamatosan emelkedik, ahogy a rali ismertsége is, nemzetközi szinten is. A rali a következő országokon halad át: Magyarország, Ausztria, Olaszország, Franciaország, Spanyolország, Marokkó, Nyugat-Szahara, Mauritánia és Mali. 2011-ben Szenegál, 2012-ben pedig már Gambia és Bissau-Guinea területén is. A 2020-as futam célpontja Sierra Leone, ez az eddigi leghosszabb. A ralin teljesítendő táv közel 8000 km.
2017 óta Los Angeles és Mexikó között egy új futamot is tartanak a szervezők, a Baja 4000-et. 2019-ben átnevezték Baja XL-re. A tematika hasonló a Budapest-Bamako-hoz, a mottó is ugyanaz: "Bárki. Bármivel. Bárhogy."
2009-től a résztvevők két kategóriában indulhatnak: verseny illetve túra. A két kategória résztvevői külön útvonalon haladnak, és a versenyzőknek feladatokat is meg kell oldania a rali közben.
Az autóverseny fő szervezője Szabó Gál András. Az eredeti Párizs–Dakar volt az inspirátor: az esemény a kalandos, romantikus oldaláról közelíti meg Afrikát. Nincsenek megkötések a nevezésnél, bármilyen az utcákon is használt járművel lehet nevezni. A rali jótékonysági célokat is szolgál Maliban. A csapatok ajándékokat, adományokat gyűjtenek a helyieknek, melyeket ők maguk, vagy a külön e célból indított kamion visz ki.
A Budapest-Bamako 2016-tól két évente kerül megrendezésre.

## Galéria

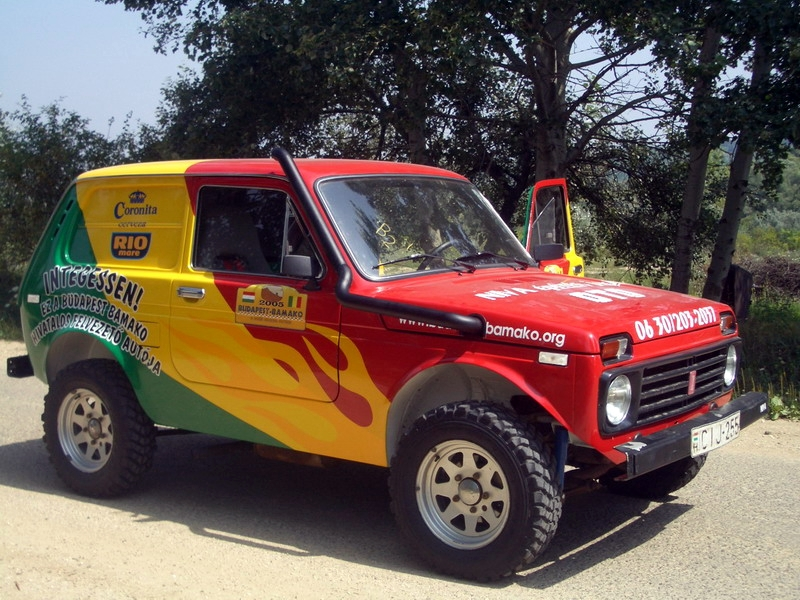
A hivatalos felvezető autó: egy felújított 1988-as Lada Niva
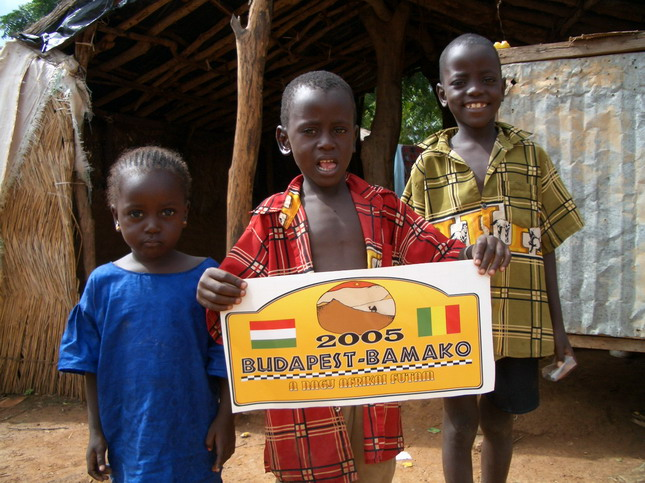
Mahinában (Mali) gyerekek üdvözlik a versenyzőket
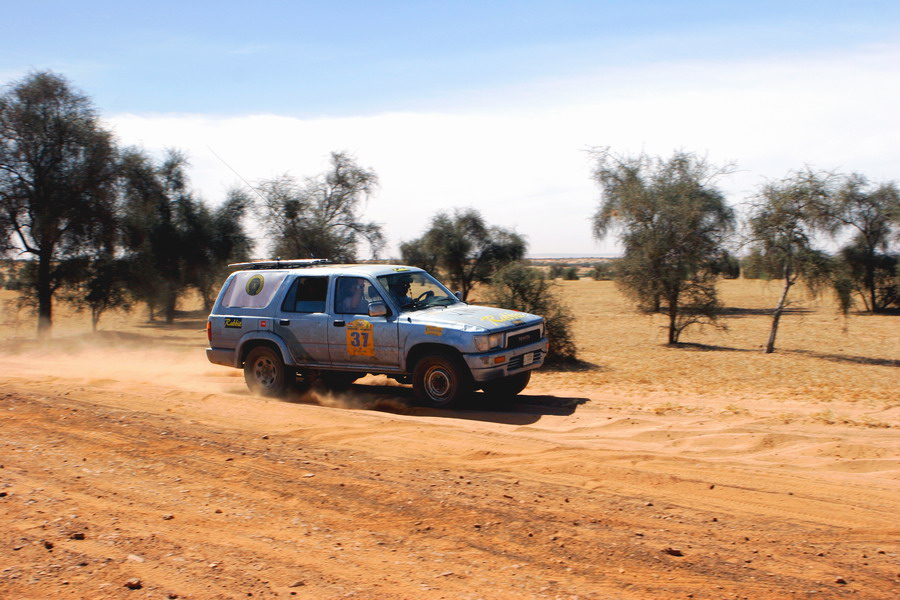
Húszéves Toyota 4Runner a homokban
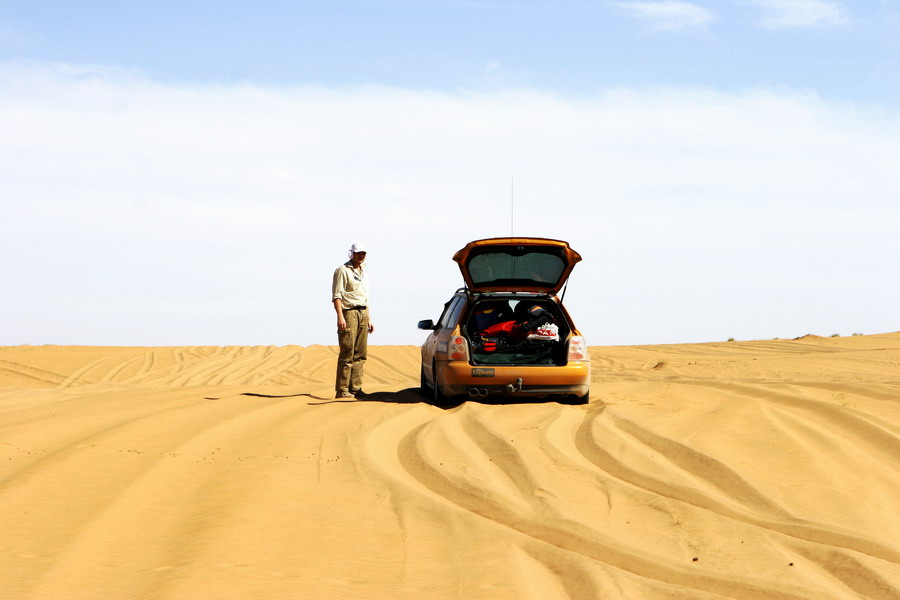
Egy elkeseredett pillanat a sivatagban: egy Audi A6 elakadt.